# Schloss Aesch
Das Schloss Aesch mit seinem Schlosspark und festlichen Gewölbekeller befindet sich in der schweizerischen Gemeinde Aesch im Birseck.

## Lage
Das Schloss Aesch liegt 500 Meter nordwestlich der Klus und des Schlosses Angenstein und 1500 Meter nordnordöstlich der Ruine Pfeffingen am Rande des Kernes des Dorfes Aesch im Kanton Basel-Landschaft.

## Geschichte
Erbaut wurde das Schloss 1605/06 von der Familie Blarer von Wartensee. Diese Familie stammte ursprünglich aus St. Gallen und war durch Leinenhandel zu Reichtum gelangt. Ein Teil liess sich auf dem Schloss Wartensee bei Rorschach nieder, deshalb der Name dieses Zweiges. Mit der Wahl des Jakob Christoph Blarer von Wartensee 1575 zum Domherren des Domstiftes in Basel erweiterten sich die Interessen der weiteren Blarerschen Familie auch in die Region Basel: J. C. Blarer war einer der wesentlichen Träger der Gegenreformation im Birseck.
Im Rahmen des Blarerschen Machtausbaues in der Region Basel ernannte J. C. Blarer 1583 seinen Bruder Wolfgang Dietrich Blarer zum Obervogt in Pfeffingen, um das Einkommen (Zehnten, Zinsen etc.) sicherzustellen. Viele weitere Privilegien – z. B. den Freibrief von J. C. Blarer von 1604 – führten auch weiterhin zu einem ständigen Wachstum des Reichtums der Familie Blarer. Weiter beauftragte er gegen sein Lebensende (1608) seinen Neffen Wilhelm Blarer, zur Festigung und Demonstration der erreichten Stellung der Familie, das Schloss Aesch zu errichten. Das ganze Schloss mit zugehörigen Gütern wurde ihm dann 1607 von J. C. Blarer geschenkt; Weiter wurde er durch seinen bischöflichen Onkel auch von allen Abgaben befreit.
Bereits 1702 erlaubte der Fürstbischof dem damaligen Obervogt Johann Konrad Blarer im Schloss Aesch anstatt auf Pfeffingen zu wohnen: Der Amtsschreiber musste aber im Schloss Pfeffingen ausharren. Als das Schloss Pfeffingen weder von seiner baulichen Substanz noch von seiner Prestigefunktion her noch als sinnvoller Sitz für die Blarersche Sippe erachtet wurde, verlegte die Familie Blarer 1740 ihr Herrschaftszentrum dann ganz in das Schloss Aesch.
Während des Dreissigjährigen Krieges nahm das Schloss Schaden, wurde aber umgehend wieder aufgebaut. Zur Zeit der Revolution war darin ein Spital eingerichtet.
Schlussendlich wurde das Schloss 1851 durch die Gemeinde Aesch von der Familie Blarer ersteigert und umgebaut (Einbau von zwei Schulzimmern und zwei Lehrerwohnungen), 1900 renoviert. Der Architekt Rudolf Sandreuter verlegte den Haupteingang zur Dorfseite und die spätgotischen Fenster in den Halbrundturm. Ab 1909 wurde das Schloss als Schul- und Gemeindehaus genutzt. Seit der Renovation von 1958/59 (Herstellung des ursprünglichen Zustandes) ist die Gemeindeverwaltung darin tätig.

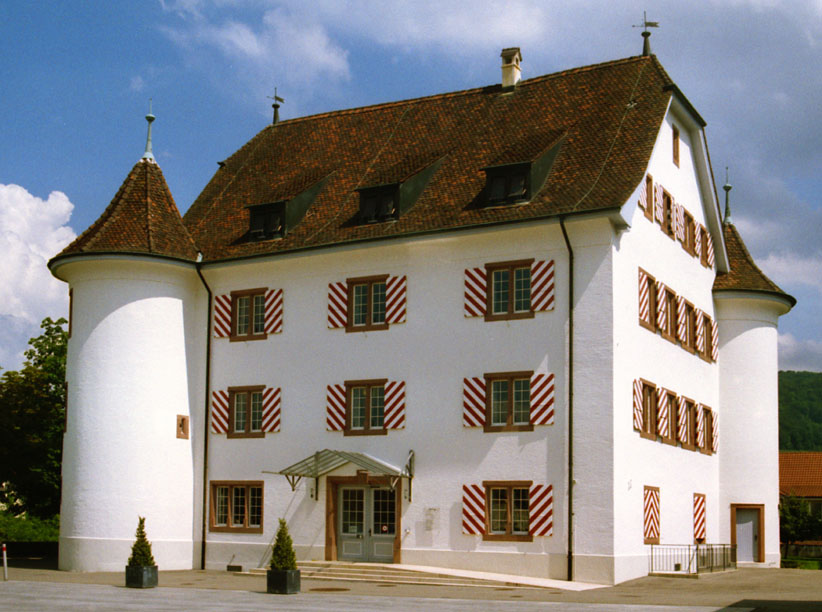
Schloss Aesch Westfassade (2009)

## Anlage
Auf dem Platz des Schlosses Aesch stand ursprünglich eine Herberge. Das Schloss wurde von Anfang an als repräsentatives, mehrstöckiges Herrschaftshaus errichtet. Dabei wurde wenig Wert auf die Wehrhaftigkeit der Anlage gelegt: Einerseits erbrachte das nahegelegene Schloss Pfeffingen der Familie diese Funktion – soweit überhaupt noch benötigt – und andererseits waren die Pulvergeschütze zu dem Zeitpunkt schon so weit entwickelt, dass burgartige Anlagen nicht mehr wirkungsvoll waren. Der Hauptbau wurde mit einem Gewölbekeller unterkellert. An der Nord- und Westseite des Schlosses wurden mehrere Ökonomiebauten errichtet (Weinbau, Stallungen), die teilweise noch heute vorhanden sind. Der Baumeister ist nicht mit Sicherheit bekannt, aber es könnte sich – gemäss noch existierenden Quittungen – um Michael Brauwn (heute: Braun) handeln.
Barocke Erweiterungen des Schlosses fanden 1730 und 1740 statt und dabei wurde auch der französische Garten erstellt. Die Mauer um die ganze Anlage wurde mit mehreren Türmchen und Pfefferbüchsen verziert und die Zugänglichkeit mit Gittertoren sichergestellt.

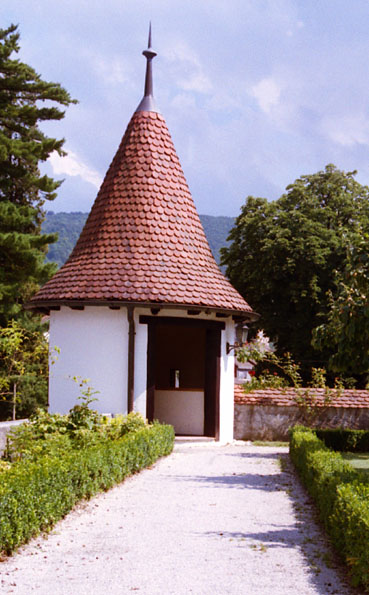
Nordöstlicher Treppenturm (2009)

Das Schloss zeigt heute in seinen groben baulichen Teilen wieder weitgehend den Zustand nach den grossen Erweiterungen im 18. Jahrhundert. Allerdings wurde die Umfassungsmauer der Umgebung angepasst (zum Beispiel östlicher Zugang vom Gittertor in den nordöstlichen Turm verlegt, Mauer und Türme zum Teil niedergelegt). Auf Grund der geänderten Nutzung sind allerdings die Inneneinrichtungen stark verändert worden.
Der Park ist für das Publikum frei zugänglich und das Schloss gemäss den Öffnungszeiten der Gemeindeverwaltung. Der Gewölbekeller ist heute für festliche Anlässe ausgebaut und kann bei der Gemeindeverwaltung gemietet werden. In den westlichen, ehemaligen Ökonomiebauten befindet sich heute auch das Heimatmuseum Aesch.